# Изгубљено дугме
Изгубљено дугме је документарни биографски филм о Горану Ипи Ивандићу, бубњару сарајевске рок групе Бијело дугме.

## Опис филма
Изгубљено дугме прати спектакуларан и трагичан животни пут Горана Ипе Ивандића, експлозивног бубњара најпопуларније и најутицајније југословенске рок групе Бијело дугме. Филм покушава да разоткрије како је Ипе Ивандић заглавио у затвору због дроге (афера "хашиш у буњевима"), а бави се и тајном његове смрти, када је, према званичној верзији, скочио са шестог спрата зграде београдског хотела Метропол. Али многи њему блиски људи не верују у ту верзију и мисле да је убијен. Филм је сниман у Лондону, Загребу, Бечу, Београду, Сарајеву, Будимпешти и Варешу.

## Аутори филма
Филм су заједнички режирали и продуцирали Ренато Тонковић, Маријо Вукадин и Роберт Бубало. Током петогодишњег истраживања разговарали су са бројним саговорницима како би реконструисали буран и трагичан животни пут Ипе Ивандића. У филму учествују чланови групе Бијело дугме Горан Бреговић, Жељко Бебек, Зоран Реџић, Ален Исламовић, Милић Вукашиновић, менаџери групе Владимир Михаљек и Рака Марић, рок критичари Дарко Главан, Петар Јањатовић, Петар Пеца Поповић, Ипинова сестра Гордана Ивандић, његове бивше девојке Амила Сулејмановић и Ирхада Сулејманпашић, затим Драган Јованович Крле (Генерација 5), Драгољуб Ђуричић (ЈУ група, Леб и сол, Кербер), Габор Ленгјел (Тешка индустрија) и многи други.

## Награде
- Најбољи филм 9. ДОРФ, 2015. / Винковци / Хрватска
- Гран при 5. Нови фестивал, 2015. / Славонски Брод / Хрватска

## Фестивали
- Фестивал медитеранског филма 2014 / Широки Бријег / Босна и Херцеговина
- Загребдок 2015. / Загреб
- Београдски фестивал документарног и краткометражног филма 2015. / Београд
- Гросман филмски и вински фестивал 2015. / Љутомер / Словенија
- Докуфест 2015. / Призрен / Србија
- Сарајево Филм Фестивал 2015. / Сарајево / Босна и Херцеговина
- Вуковар филм фестивал 2015. / Вуковар / Хрватска
- Соло Поситиво Филм Фестивал 2015. / Опатија / Хрватска

## Култни цитати
- "Ипе је био добар бубњар јер је имао изразиту жицу за разврат и блуд", Милић Вукашиновић
- „За ових четрдесет година колико пратим рок на овим просторима, дефинитивно и апсолутно ништа се не може поредити са Бијелим дугметом“, Дарко Главан
- „Три килограма! Знате колико је три киле хашиша!?", Горан Бреговић
- „Не, Брега и Бебек никада нису певали као Ипе“, Драгољуб Ђуричић

## ДВД издање
ДВД са филмом је изашао 2018. године у издању Кроација рекордс-а.